# とある物語
『とある物語』（とあるものがたり）は森山直太朗6枚目のフルアルバム。
2013年4月24日発売。発売元はユニバーサルミュージック。

## 概要
2012年10月から11月に東京・横浜・名古屋・大阪・福岡で開催した劇場公演「とある物語」の世界観に沿い書き下ろした11曲を2013年に新録音。音楽監督を務めた渡辺俊幸に加え5人のアレンジャーが参加。通常盤・初回限定盤の2形態発売。初回限定盤は、本劇場公演「とある物語」全編とインタビュー映像を収録した2枚のDVDが付属。

## 収録曲
全曲作詞・作曲：森山直太朗・御徒町凧（5.作曲以外）／編曲：笹路正徳（1.11）蔦谷好位置（2.7）渡辺俊美（3）渡辺俊幸（4.5.6）石川鷹彦（8.10）亀田誠治（9）

### CD
1. 君が溢れてる
2. フレデリック
3. 話がしたい feat.鎮座DOPENESS,Escar5ot
4. ヨーコ
5. マジカルモンキーマジック　作曲：渡辺俊幸
6. この時が、ずっと
7. 日々
8. ひとりぼっちじゃない
9. さよならさよならさようなら
10. おかえり
11. とある物語

### DVD.1
1. 劇場公演「とある物語」第一幕

### DVD.2
1. 劇場公演「とある物語」第二幕
2. 森山直太朗×御徒町凧スペシャル対談（特典映像）